# ایمی گامنیک
ایمی گامنیک (انگلیسی: Amy Gumenick؛ ‏‎/ˈɡʌmənɪk/‎ GUM-ə-nik؛ ‏ زادهٔ ۱۷ مهٔ ۱۹۸۶) بازیگر اهل ایالات متحده آمریکا است. وی دانش‌آموختۀ دانشگاه کالیفرنیا، سانتا باربارا است و از سال ۲۰۰۵ میلادی تاکنون مشغول فعالیت بوده‌است. پدر او روس و مادرش لهستانی است.
از فیلم‌ها یا برنامه‌های تلویزیونی که وی در آن نقش داشته‌است، می‌توان به سوپرنچرال، ارو، ان‌سی‌آی‌اس، آشنایی با مادر، کسل، آناتومی گری، خانواده غیرمعمولی، استخوان‌ها و جعبه پرنده اشاره کرد.